# Decentralisatie
Decentralisatie is het ongedaan maken van eerdere centralisaties.

## Gebruik
De term wordt vooral gebruikt bij overheden en andere organisaties als bevoegdheden minder centraal worden geregeld. Een voorbeeld is het opsplitsen van één groot (staats)bedrijf in losse onderdelen.
De bekende organisatiedeskundige Henry Mintzberg geeft in zijn boek Organisatiestructuren drie voordelen van decentralisatie:
- In grote organisaties kan één persoon in het centrum nooit alle beslissingen overzien. Decentralisatie verplaatst de beslissingsbevoegdheid dichter naar de plaats van impact.
- De organisatie kan hierdoor sneller op nieuwe ontwikkelingen inspelen.
- Een bepaalde mate van autonomie maakt mensen meer gemotiveerd.

Naast de voordelen die Mintzberg aanhaalt, kan decentralisatie nog meer positieve gevolgen hebben:
- Kennis wordt verspreid onder meer mensen.
- De interne communicatie verloopt doorgaans beter.
- Er zijn meerdere mensen die verantwoordelijkheid dragen. De verantwoordelijkheden worden met andere woorden gespreid.
- Elk onderdeel (bv. een afdelingen of sector) moet verantwoording afleggen. Men kan zich niet 'verschuilen' achter elkaar.
- Het management gebeurt doorgaans democratischer en informeler.
- Decentralisatie kan leiden tot minder conflicten tussen de belangen van de verschillende divisies en de belangen van de gehele organisatie.

Er zijn echter ook nadelen verbonden aan decentralisatie:
- Er zijn meer leidinggevenden nodig. Dit brengt extra kosten met zich mee.
- Omdat de macht om beslissingen te nemen bij meerdere individuen berust, moet er meer controle uitgeoefend worden dan wanneer de beslissingsmacht gecentraliseerd is.
- De kans op verkeerde beslissingen neemt toe. Dit kan een organisatie duur komen te staan.
- Men kan geneigd zijn om meer te focussen op onmiddellijke resultaten dan op langetermijnplanning.

Of een organisatie beslist om al dan niet te decentraliseren, zal afhangen van verschillende factoren. De grootte van een organisatie zal vaak een reden zijn om te decentraliseren.

## Territoriale en functionele decentralisatie
Er bestaan in het staatsrecht twee soorten decentralisatie: territoriale en functionele decentralisatie. Bij territoriale decentralisatie worden bepaalde taken die eerst centraal werden uitgevoerd doorgegeven aan in verschillende gebiedsdelen bestaande organisaties. Bij functionele decentralisatie worden bepaalde taken die eerst op centraal niveau werden uitgeoefend doorgegeven aan organisaties die zich op een specifieke taak concentreren. Voorbeelden van territoriale decentralisatie zijn de decentralisatie naar gemeenten en provincies toe. Een voorbeeld van functionele decentralisatie is de decentralisatie naar openbare lichamen voor beroep en bedrijf, zoals de Nederlandse Orde van Advocaten. De waterschappen hebben beperkte taken en een beperkt territoir. De waterschappen zijn daarom een mengvorm van functionele en territoriale decentralisatie.

## Decentralisatie door autonomie en door medebewind
Decentralisatie kan plaatsvinden door autonomie en door medebewind. Bij autonomie krijgt een lager orgaan de zelfstandige bevoegdheid tot bestuur. Bij medebewind wordt het lagere orgaan toegestaan  hogere regelingen op zelfstandige wijze uit te voeren.

## Voetnoten
1. ↑  1991; vertaling van Structures in Five, 1983